# Szintaxis (nyelvészet)
A grammatikában a szintaxis (a görög συν [szün] ’közös’ vagy ’együtt-’, és τάξις [takszisz], ’sorrend, sorozat, elrendezés’ szavakból) fogalomnak két értelmezése van. Egyrészt, a nyelv szintekben való rétegződésének koncepciójában egyike a nyelv szintjeinek, az, amelyik a morfológiával együtt a grammatikai rendszert alkotja. Azokból a szabályokból, megszorításokból áll, amelyek szerint a szavakból mint véges számú elemekből végtelen számú elvileg lehetséges szintaktikai egységnek tekintett kombináció megszerkeszthető úgy, hogy biztosítva legyen a nyelv segítségével való kommunikáció.
Másrészt a szintaxis nyelvészeti diszciplína, a grammatika mint diszciplína egyik ága, amely tanulmányozza és leírja a fent említett szabályokat.

## A szintaxis és a nyelvészet többi ága
A nyelv szintjei összefüggnek, ezért a leírások szintjei is részben fedik egymást.
Hagyományosan a szintaxist mint a nyelv egyik szintjét elkülönítik a többi szintjétől, főleg a morfológiától. Ezzel szemben számos modern szintaktikai irányzatban a két szint közötti határ elmosódik, a szintaxis területe magában foglal morfológiai jelenségeket is, alárendelve a morfológiát a szintaxisnak. Így jelent meg a morfoszintaxis, amely integrálja a két diszciplínát, a két terület között létező összefonódási jelenségeket tanulmányozva, amelyeket nem lehet vagy az egyiknek, vagy a másiknak tulajdonítani.
A szintaxis mint diszciplína a szemantikával is érintkezik, amely egyik ága a szintaktikai szemantika. Ez a szintaktikai egységek jelentését vizsgálja, amely összetettebb, mint a lexikai szinten tekintett jelentés. Elemzi például a különböző szintaktikai egységek között fellelhető szinonímiát vagy homonímiát, a szintaktikai két- vagy többértelműséget.
A szókészlet és a szintaxis közötti viszony például az összetett szavak többségének alakulásában nyilvánul meg, mivel ez a szintaktikai viszonyok alapján is történik.
A szintaxis nem független a prozódiától sem, abban az értelemben, hogy számba veszi a szintaktikai egységek jelentését befolyásoló jelszerű olyan eszközöket, mint a hanglejtés, a hangsúly és a beszédszünet.
A szintaxis a pragmatikával is összefügg, például abban, hogy a megnyilatkozás egyik vagy másik részének a nyomatékosítása olyan szintaktikai módszerekkel is történik, mint amilyen a szokásos szórend vagy mondatrend megváltoztatása.
A szintaxis nem idegen a szociolingvisztikától sem, mivel a nyelvváltozatok sajátosságai között szintaktikaiak is vannak. Például a francia nyelv népi regiszterében és a fesztelenben a kérdő mondatnak olyan szórendjei lehetségesek, amelyek nincsenek meg a pallérozott regiszterben, és viszont.

## A szintaxis tárgya
Mivel különféle nyelvészeti elméletek léteznek, a szintaxis tárgyáról is különböző nézetek vannak.
A nyelvészeti elméletek arról is szólnak, hogy nézetükben milyen kiterjedése van azoknak a szókombinációknak, amelyeket szintaktikai egységeknek tekintenek. Hagyományosan a szintaxis mint diszciplína a szófajok funkcióival foglalkozik az egyszerű mondatban, és a tagmondatokéival az összetett mondatban, megállapítva a szavak összekapcsolásának szabályait az egyszerű mondatban, és a tagmondatokéit az összetettben. Ennek a nézetnek felel meg a magyar „mondattan” terminus. Azonban egyes grammatikákban a szintaxis kiterjed a szószerkezet (a szintagma) mint az egyszerű mondatnál kisebb egység tanulmányozására is. Erre egyes magyar grammatikákban a szintagmatant határolják el a mondattantól. Egyéb grammatikák kiterjesztik a szintaxist a diskurzusra (szövegre) is, azaz a mondatokból való felépítésük szabályaira.
Céljaikat tekintve többféle szintaxisról lehet szó. Például a területével tisztán leíró, a szerkezetek összetételét semlegesen megállapító módon lehet foglalkozni. Ez a leíró szintaxis. Ezzel ellentétben van normatív szintaxis is, amely a sztenderd nyelvváltozatból indul ki, és annak szintaktikai szabályait írja elő, elítélve az ezektől való eltérést. Más szempontból a szintaktikai kutatás csak egy adott nyelvre korlátozódhat, vagy a nyelvek szerkezeteire általában terjedhet ki (egyetemes szintaxis).

## Szintaktikai aspektusok
Az egyes nyelvek szintaxisa ezek aspektusait kezeli, amelyek közül egyesek analógok lehetnek más nyelvekéivel, masok pedig különbözőek.
A szintagma szintjén a szintaxis leírja, hogy milyen szótípusok (lexikai jelentésű szavak vagy ilyenek viszonyszókkal együtt), azaz milyen szófajok alkothatnak ilyen vagy olyan szintagmákat, és milyen funkciójuk van ezeknek a szavaknak, például azt, hogy egy névszói szintagma állhat egy főnévből alaptagként és egy melléknévből, amelynek ebben az esetben jelzői funkciója van, pl. híres író.
Az egyszerű mondat szintjén a szintaxis leírja milyen mondatrészek (alany, állítmány, tárgy, határozók, jelző) alkothatják, mely mondatrészek kötelezőek és melyek nem, mely szófajok fejezhetik ki a mondatrészeket, és milyen szintaktikai viszonyok lehetségesek a mondatrészek között (mellérendelés, alárendelés, hozzárendelés).
Egy, a morfológiaival szoros kapcsolatban levő aspektus a névszóragozással rendelkező nyelvekben a mondatrészek esetragos szavakkal való kifejezése, például az, hogy a magyar nyelvben a névszóval kifejezett tárgy mindig raggal kifejezett tárgyesetben áll, kivéve egyes olyan eseteket, amikor ez fakultatív, pl. Ezt megveszem, Vedd fel a zoknid(at)!
Szintén a morfológiával kapcsolatos a mondatrészek közötti egyeztetés kérdése, például az, hogy egyes nyelvekben a melléknévi jelző egyezik bizonyos grammatikai kategóriákban az alaptagjával, mint a francia nyelvben [des manches courtes (nőnem többes szám) ’rövid (ruha)ujjak’], illetve az, hogy más nyelvekben, mint a magyar, nincs egyeztetés az ennek megfelelő szerkezetben, pl. híres írók.
Ugyancsak a szintaxishoz tartozik a szintagmák és az egyszerű mondatok szórendje, valamint az összetett mondatokban a tagmondatok rendje, például az, hogy:
- a franciában a jelzős szintagma szokásos szórendje alaptag + melléknévi jelző (des manches courtes),[19] a magyarban pedig mindig melléknévi jelző + alaptag: híres írók;
- egyes nyelvekben az egyszerű mondat szokásos szórendje alany + állítmány + tárgy, pl. BHMSZ[20] Komšija prodaje kuću ’A szomszéd elad egy házat’;[21]
- legalábbis egyes nyelvekben a következményes mellékmondat helye az őt alárendelő főmondat után van, pl. (románul) Este atât de furios, încât e în stare de orice ’Olyan dühös, hogy mindenre képes’.[22]

A szintaxis a mondatok típusaival is foglalkozik. Elsősorban van egyszerű mondat és összetett mondat.
Az egyszerű mondatoknak többféle kritérium szerinti osztályozásuk van, és tipológiájuk sokszor eltér grammatikáktól függően. Magyar grammatikákban megtalálható az alábbi osztályozás:
- tartalmuk és kommunikatív rendeltetésük szerint:[23]

- kijelentő mondat:

- reális: Miklós sétál;
- feltételes: Péter szeretne olvasni;

- felkiáltó mondat: Ejnye, de ügyetlen vagy!;
- óhajtó mondat: Csak sütne már a nap!;
- felszólító mondat: Vegyen belőle nyugodtan!;
- kérdő mondat:

- eldöntendő: Elolvastad a könyvet?;
- választó: Sajtos vagy szalámis kenyeret kérsz?;
- kiegészítendő: Kit keres?;

- logikai minőségük szerint:[23]

- állító mondat: Feri magasabb az apjánál;
- tagadó mondat: Feri nem magasabb az apjánál;

- szerkezetük szerint:

- tagolatlan mondat:

- szerkesztetlen: Szia!;
- szerkesztett: Azt a hét meg a nyolcát!;

- tagolt mondat:
- minimális: Villámlik; A nyúl fut;
- bővített: Kati a tőlem kapott könyvet olvassa.

Az összetett mondatnak két főtípusa van:
- mellérendelő: Belépett a szobába, és leült;[26]
- alárendelő: Bizom benne, hogy nem felejtenek el.[27]

Az összetett mondatban előfordulhat ún. közbevetett (beszúrt) mondat is, amely nincs semmiféle szintaktikai viszonyban a mondat többi részével, pl. A nyelvtan, mint köztudott, alaptantárgy az iskolában.
Az összetett mondat szintjén nyelvtől függően felmerülhet az igeidő-egyeztetés kérdése. Például a francia nyelvben, ha a főmondat állítmánya valamelyik múlt időben áll, a neki alárendelt tárgyi mellékmondat állítmányának általában más igeidő-alakban kell állnia, mint amikor a főmondat állítmánya jelen vagy jövő időben áll. Példa:
Ma mère me dit toujours que je dois (jelen idő) faire des études pour être indépendant ’Édesanyám mindig azt mondja, hogy tanulnom kell, hogy független legyek’ vs.
Ma mère me disait toujours que je devais (folyamatos múlt idő) faire des études… ’Édesanyám mindig azt mondta, hogy tanulnom kell, …’
A beszélő egyik szándéka az lehet, hogy nyomatékosítsa a megnyilatkozásának egyik vagy másik részét. Ebből a célból szintaktikai módszereket is használhat úgy a szintagma, mint az egyszerű vagy az összetett mondat szintjén. Nyelvtől is függően teheti ezt például azzal, hogy megváltoztatja a szokásos szórendet/tagmondat-rendet jellegzetes szerkezet segítségével vagy anélkül, illetve névmással utal arra a részre helye megváltoztatásával együtt vagy anélkül. Példák:
(magyarul) Mária szereti az anyját → Mária az anyját szereti;
(románul) discursul minunat ’a gyönyörű szónoklat’ → minunatul discurs;
(franciául) Je suis parti à cause de ça ’Elmentem emiatt’ → C’est à cause de ça que je suis parti ’Emiatt mentem el’;
(angolul) I know Mary ’Ismerem Maryt’ → Mary, I know her ’Maryt ismerem’ (szó szerint ’Mary, ismerem őt’);
(franciául) Je ne m’attendais pas à ce qu’il devienne un aussi bon instituteur ’Arra nem számítottam, hogy ilyen jó tanító lesz’ → Qu’il devienne un aussi bon instituteur, je ne m’y attendais pas ! ’Hogy ilyen jó tanító lesz, arra nem számítottam!’